# 阿摩美久
阿摩美久（琉球语：あまみきよ）是琉球国最古的神话人物。1650年琉球国用日文自撰的第一部国史《中山世鑑》中有漢文的一段：“盖我朝开辟，天神阿摩美久筑之。”天神阿摩美久下凡，由天帝赐予草木土石，做成岛屿。之后又求上天赐予人口，于是天帝将其子女二人赐予阿摩美久，此二人结合生三男二女，长男天孙氏建立了“天孙王朝”，延续一万七千年。